# Мануель Гонсалес Онторія
Мануель Гонсалес Гонторія та Феррандес Ладреда (31 січня 1878, Трубія — 26 жовтня 1954, Мадрид) був іспанським дипломатом і політиком, державним міністром під час правління Альфонсо XIII.

## Життєпис
Народився 31 січня 1878 року в Трубії, він був сином фельдмаршала та бригадного військово-морського флоту Іспанії Хосе Гонсалеса Гонторія. Член Ліберальної партії, його обрали депутатом Аліканте на виборах 1913, 1918 та 1919 рр. У 1921 році він пройшов сенат як довічний сенатор. Він також був паном палати з вправою короля Альфонсо XIII.
Він був державним міністром у період з 15 квітня по 20 липня 1919 р. В уряді під головуванням Антоніо Маури, який він знову зайняв між 14 серпня 1921 року та 8 березня 19221 року в новому кабінеті Маура.
Як дипломат він брав участь у Міжнародній конференції «Алгесірас» (1906), а також у переговорах щодо іспано-французького договору 1912 року. Він є автором «Договору про міжнародне право» та «Французького протекторату в Марокко».
Після громадянської війни в Іспанії він був частиною монархічного комітету, заснованого в березні 1943 року для сприяння справі претендента на престол дона Хуана де Борбона перед генералом Франком, який відмовився відмовитися від влади і поступився місцем відновлення монархії.